# 20번 염색체
20번 염색체(二十番染色體, 영어: chromosome 20)는 사람의 23쌍의 염색체 중 하나이다. 사람은 일반적으로 이 염색체를 2개 가지고 있다. 20번 염색체는 약 6,600만 개의 염기쌍(DNA의 구성 요소)으로 구성되어 있으며, 세포 내 전체 DNA의 2.0~2.5%를 차지한다. 20번 염색체는 2001년에 완전히 시퀀싱되었으며, 5,900만 개 이상의 염기쌍을 포함하고 있는 것으로 보고되었다. 그 이후로 시퀀싱 기술이 향상되고 수정이 이루어져 20번 염색체의 길이는 6,600만 개의 염기쌍으로 업데이트되었다.

## 같이 보기
- 19번 염색체
- 21번 염색체